# 斯克雷達赫因峰
62°15′N 9°11′E / 62.250°N 9.183°E
斯克雷達赫因峰是挪威的山峰，位於該國東南部內陸郡，處於萊沙，距離首都奧斯陸270公里，鄰近杜姆奧斯，海拔高度2,003米，鄰近地區屬丘陵地勢。